# André Thiellement
André Thiellement (* 6. Mai 1906 in Paris; † 20. Februar 1976 ebenda) war ein französischer Schachspieler.
Thiellement erlernte das Schachspiel erst mit 17 Jahren. Er gewann 1962 und 1963 die französische Meisterschaft und nahm mit Frankreich an den Schacholympiaden 1954, 1962, 1964 und 1968 teil. Er gewann 1952 mit Caïssa Paris den französischen Mannschaftspokal Coupe de France. Seine höchste historische Elo-Zahl betrug 2436 im Februar 1966, seine höchste Elo-Zahl war 2300 bei Einführung dieser Wertung durch die FIDE im Juli 1971.
Thiellement war Absolvent der École nationale de la France d’Outre-Mer und jahrelang in den damaligen französischen Kolonien in Afrika tätig, unter anderem war er Präfekt von Madagaskar.